# تکیه پهنه‌کلا

تکیه پهنه‌کلا‌ساری

تکیه پهنه‌کلا‌ساری یا حسینیه پهنه‌کلا‌ساری (به مازندرانی پهنه‌کِلا تَکیه)، حسینیه‎ای واقع در حومه جنوبی شهر ساری، استان مازندران و در روستای پهنه‌کلا شمالی است که تا مرکز شهرستان ساری حدود ۱۰ کیلومتر فاصله دارد.

## تاریخچه

### بنای حسینیه
در گذشته با آجر ۳۰×۳۰ و بنا سنتی قدیمی احداث شده بود.

## واژه شناسی
در زبان تبری (مازندرانی) واژه کِلا لغتاً به معنای قلعه و در گفتار به معنای آبادی می‌باشد و اغلب روستاهای مازندران پسوند یا پیشوند کِلا و کولا دارند.

## امکانات
حسینیه دارای امکانات رفاهی متعدد از جمله ۱۳۰ باب زائر سرا، آب، برق، تلفن، نانوائی و سرویس بهداشتی مجهز می‌باشد .

## درآمدها
درآمد سالیانه آن در حدود ۷۰۰ میلیون ریال است.

## توسعه بنا

یک سقاخانه در تکیه پهنه‌کلا

یک نفار در تکیه پهنه‌کلا

طرح توسعه بنا با صرف ۱ میلیارد ریال در دست اقدام می‌باشد .
امروزه بارگاه و حرم در حال بازسازی است و طبقه دوم در حال ساخت می‌باشد. البته تکمیل این بنا همکنون حدود ۳سال به طول انجامیده. ضریح طلاکاری شده‌ای هم در حرم قرار دارد که مردم آن را واسطه قرار می‌دهند و هدایای نقدی خویش را به درون ضریح می‌ریزند.
سقاخانه‌ای نیز در صحن وجود دارد که برای سیراب شدن تشنگان ساخته شده و در بالای آن طبقه کوچکی ساخته شده که اتاقکی کوچک در آن وجود دارد. این اتاق کوچک با دیوارهای چوبی (به مازندرانی نِفار) احاطه شده و نمای بسیار زیبایی دارد. در سمت دیگر حرم قبرستان وجود دارد که شهدای محله نیز در آن مدفون هستند. در انتهای صحن نیز زائرسرا وجود دارد که برای اسکان زائرین بناشده‌است.

## آدرس
ساری، روستای پهنه‌کلا شمالی، ابتدای ورودی روستا

## پیوندهای خروجی
- وب‌گاه رسمی
- بخشی از معجزات منتشر شده